# Paesaggio con Erminia tra i pastori
Paesaggio con Erminia tra i pastori è un dipinto olio su tela realizzato dal pittore italiano Sinibaldo Scorza e conservato ai Musei di Strada Nuova a Genova.

## Storia
La tela è entrata a far parte delle collezioni civiche grazie alla donazione di Costantino Nigro nel 1959. Già Astrid Wooton aveva evidenziato come il Paesaggio con Erminia tra i pastori sia un’opera giovanile, riconducibile ai primi anni di attività del pittore e databile fra il 1605 e il 1610. Scorza raffigura un soggetto tratto dal settimo canto della Gerusalemme liberata di Torquato Tasso pubblicata nel 1581, testo che riscosse successo anche in ambito genovese e di cui, nel 1590, uscì un'edizione a stampa illustrata dal pittore genovese Bernardo Castello. 

## Descrizione
L’episodio di Erminia rientra nelle tematiche idilliache e bucoliche che caratterizzano le opere di Sinibaldo, che realizza una seconda variante del soggetto in un dipinto in collezione privata, dove raffigura il momento successivo  a quello raccontato in questa tela ovvero Erminia si spoglia dell’armatura. Nella tela di Palazzo Bianco delle mucche, una pecora e due cavalli pascolano in un paesaggio campestre in compagnia dei pastori, descritti nel poema del Tasso come un padre e i suoi tre figli. Tutti guardano Erminia che appare sulla destra mentre indossa una corazza scura e un elmo. La giovane, dopo essere stata ferita in battaglia, decide infatti di fuggire travestendosi e indossando l'armatura di Clorinda, un'altra guerriera amata dal principe Tancredi. Il momento raccontato dall’artista è quello in cui l donna arriva nel pacifico villaggio lontano dalla guerra chiedendo di essere ospitata nella speranza di dimenticare il suo amore infelice per il principe cristiano. Scorza restituisce sulla tela il preciso attimo in cui la principessa d'Antiochia incontra il canuto padre. L’artista restituisce con grazia l'incanto ideale della vita pastorale in netto contrasto con la corruzione e la violenza del mondo cavalleresco e guerresco.